# Budai krónika

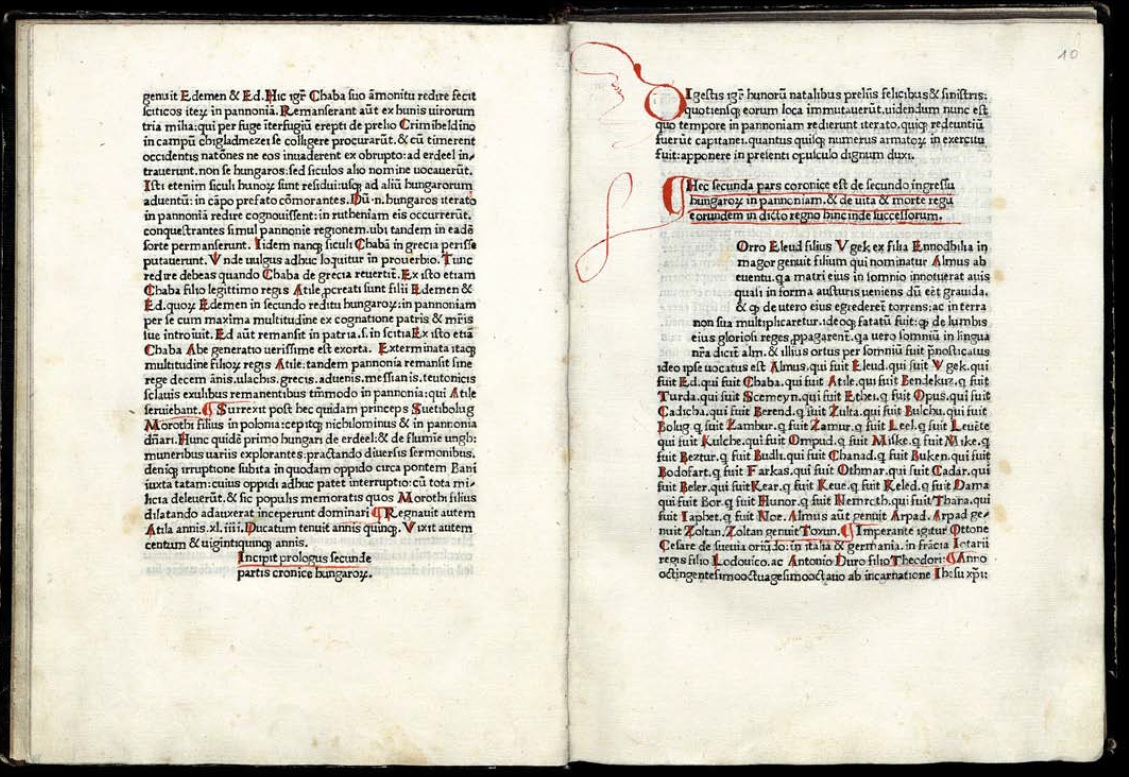
Két latin nyelvű nyomtatott fólió a Budai krónikából

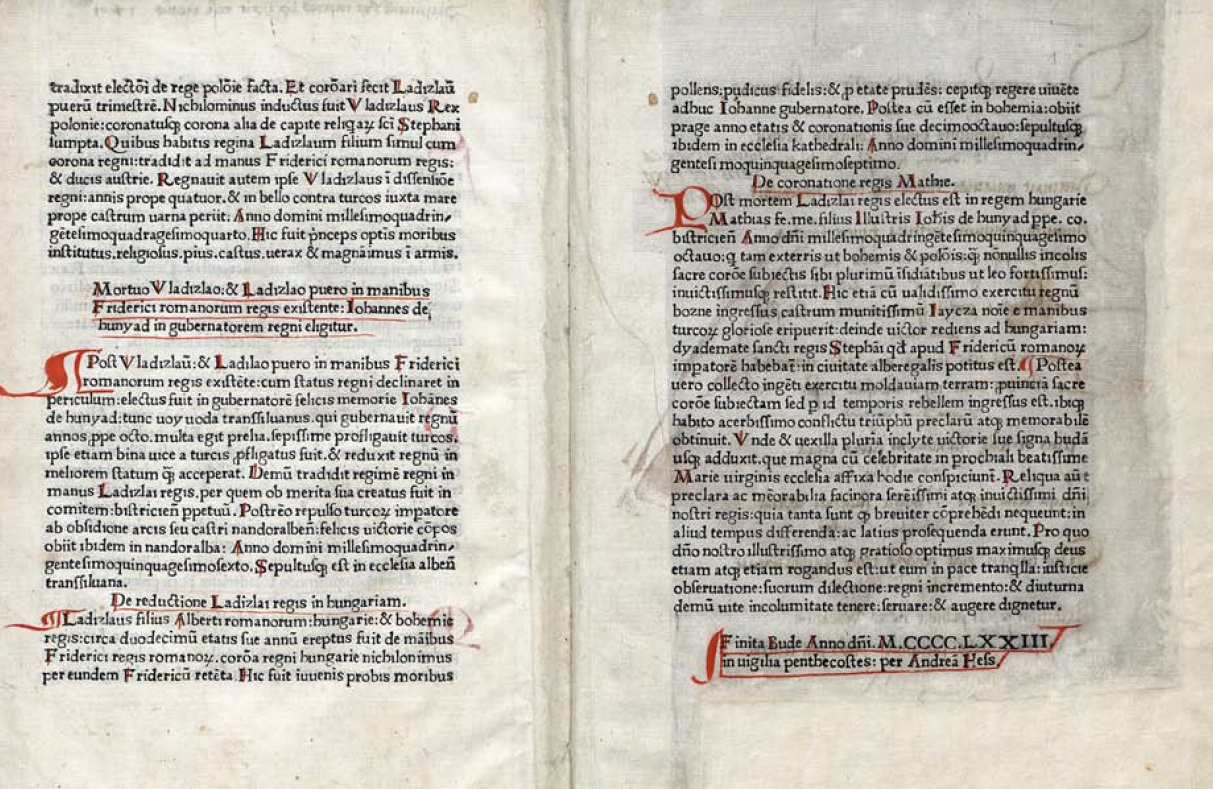
A Chronica Hungarorum kolofonja: „Finita Bude anno Domini MCCCCLXXIII in vigilia penthecostes: per Andrea Hess”

A Budai krónika  egy latin nyelvű krónika, melynek eredeti címe: Chronica Hungarorum (A magyarok krónikája).
A 14. században létrejött krónikaszerkesztmény egyik változata, mely az I. Károly-kori János budai minorita barát művét tartotta fenn hívebben, a Képes krónika szövegénél rövidebb. Róla nevezték el a közel azonos szöveget tartalmazó kódexeket a Budai Krónika krónikacsaládjának (legkorábbi az Acephalus- és a Zsámboki-kódex). A hunokról szóló rész közvetve Kézai Simon Gesta Hungarorumából származik.
A budai minorita szerző művéhez a szerkesztő hozzáillesztette a ferences szerzetes Küküllei János által írt Nagy Lajos-életrajzot, az 1382–1468 közti esztendőkre pedig vázlatos ismertetéssel egészítette ki. A krónika vége kétségtelenül Hess András munkája.
1473. június 5-én, pünkösd előestéjén került ki Hess András budai nyomdájának első termékeként, egyben az első Magyarországon nyomtatott könyv volt. Más nemzeteknél ritkán fordult elő, hogy első nyomtatványként világi könyveket jelentessenek meg. Terjedelme hetven fólió. Hess András a mű előszavában leírta, hogy Karai László budai prépost, Mátyás király római követe hívta Budára. A költségeket is Kárai állta. Tíz fönnmaradt példánya ismert.
A mű megjelenését követő években  a délnémet nyelvterületen több kéziratos másolat is készült a szövegéről.  Az egyiket 1481 szeptemberében Bécsben fejezte be Johann Menestarffer. Egy másikat Hartmann Schedel (akit az 1493-ban megjelent Világkrónika tett igen híressé) 1480-ban Ambergben másolta le, feltehetően a nürnbergi Scheurl-könyvtárban őrzött korabeli kéziratról.
Komoly érdeklődés mutatkozott tehát ezekben az években a magyarok története iránt a Mátyás királlyal szinte állandó ellenségeskedésben álló III. Frigyes császár országaiban. A növekvő külföldi érdeklődés kielégítésére néhány esztendővel később már nem is állt rendelkezésre példány. Ekkor és ezért készültek az említett másolatok Hess előszavával, de a kolofon nélkül.
Példányait az alábbi gyűjtemények őrzik:
- Budapest, Országos Széchényi Könyvtár – Inc. 326.[4]
- Budapest, Eötvös Loránd Tudományegyetem Könyvtára – Inc. 10.
- Kraków, Muzeum Narodowe, Zbiory Czartoryskich, Biblioteka – Inc. 55 (3).
- Leipzig, Universitätsbibliothek – Edit. vet. 1473, 14.
- Leningrád (Szentpétervár), Publicsnaja Biblioteka imeni M. E. Szaltykova-Scsedrina – Inc. 9. 4. 4. 12.
- Paris, Bibliothèque Nationale – Rés. m. M. 20.
- Praha, Univerzitní knihovna – Inc. 39. D. 14.
- Róma, Biblioteca dell'Accademia Nazionale dei Lincei – Biblioteca Corsiniana 53. F 25.
- Wien, Österreichische Nationalbibliothek – Inc. 5. F 35.
- Princeton, Scheide Library

15. századi kéziratos másolatok őrhelyei:
- Budapest, Eötvös József Kollégium könyvtára (Menestarffer-féle)
- München, Bayerische Staatsbibliothek (Schedel-féle)
- Wien, Österreichische Nationalbibliothek